# Enytus appositor
Enytus appositor là một loài tò vò trong họ Ichneumonidae.